# چاه شماره ۲ زور
چاه شماره ۲ زور، روستایی از توابع بخش مرکزی شهرستان جغتای در استان خراسان رضوی ایران است.

## جمعیت
این روستا در دهستان جغتای قرار دارد و براساس سرشماری مرکز آمار ایران در سال ۱۳۹۰، جمعیت آن کمتر از ۳ خانوار بوده‌است.